# قصر المانسترلي
قصر المانسترلي قصر أثري يعد تحفة معمارية مقام على مساحة 1000 م2 بجزيرة الروضة بالقاهرة
وهو ما تبقي من مجموعة بنائية قام بإنشائها حسن فؤاد المانسترلي باشا في عام (1851م/ 1267هـ) الذي يرجع موطنه إلى مانستر بمقدونيا
استولت الحكومة المصرية على القصر في عام 1951 باعتباره اثرا تاريخي وقامت بتجديده وترميمه ويستضيف القصر الآن الاحتفاليات الثقافية الهامة. ويقام به حفلات موسيقية، ويوجد به متحف المطربة أم كلثوم كما يستقبل ضيوف مصر من أنحاء العالم.

## معرض صور

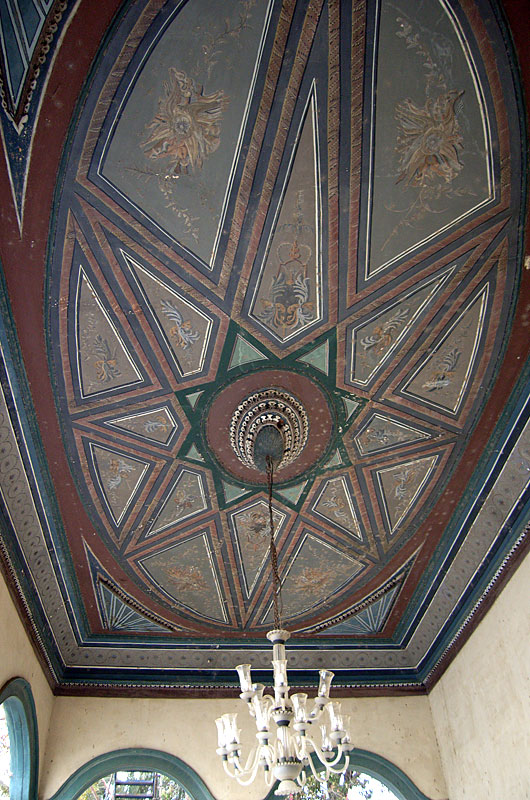
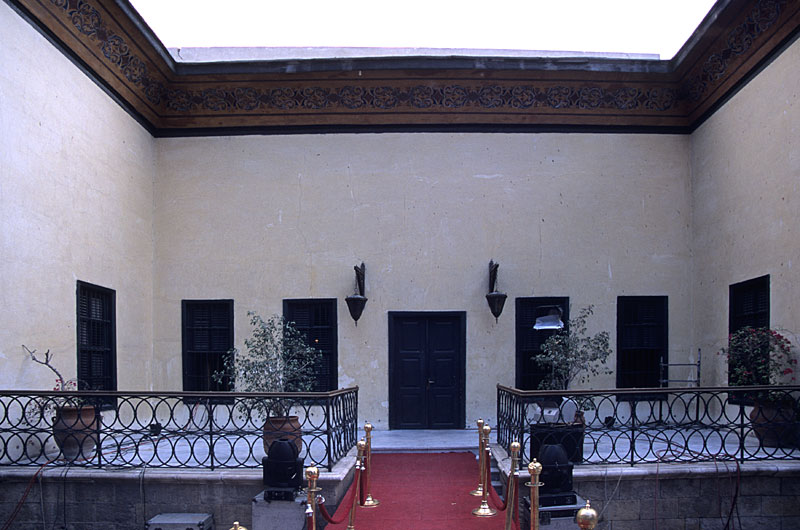
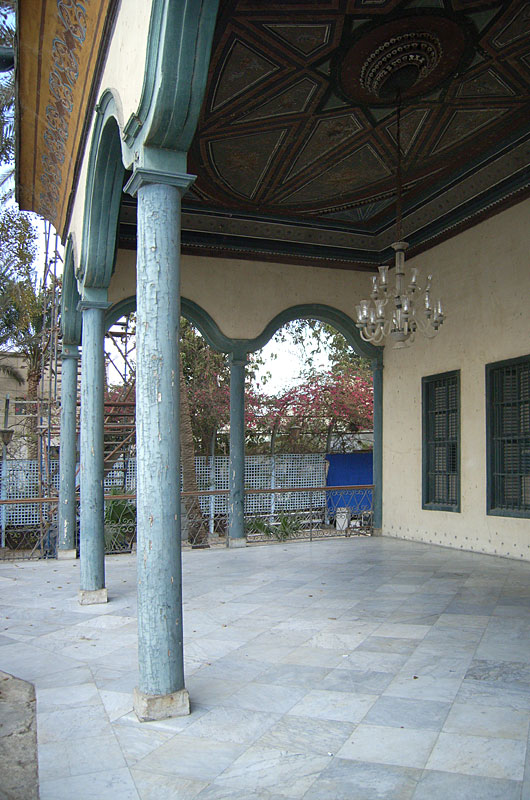
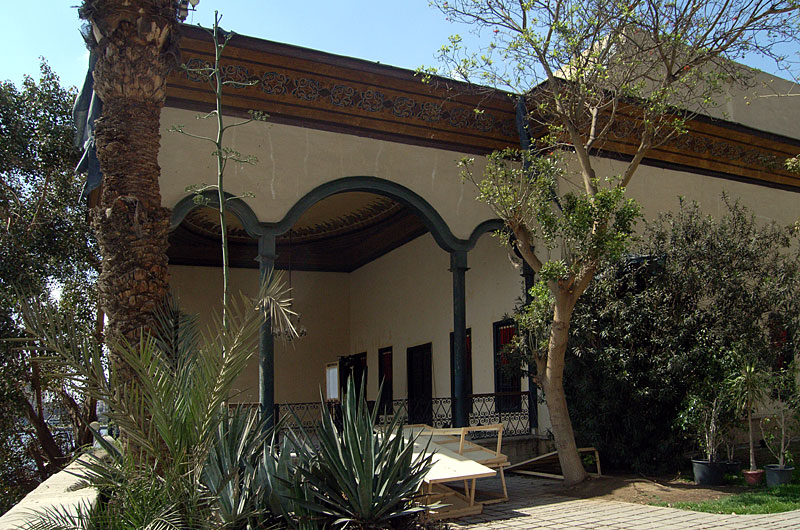
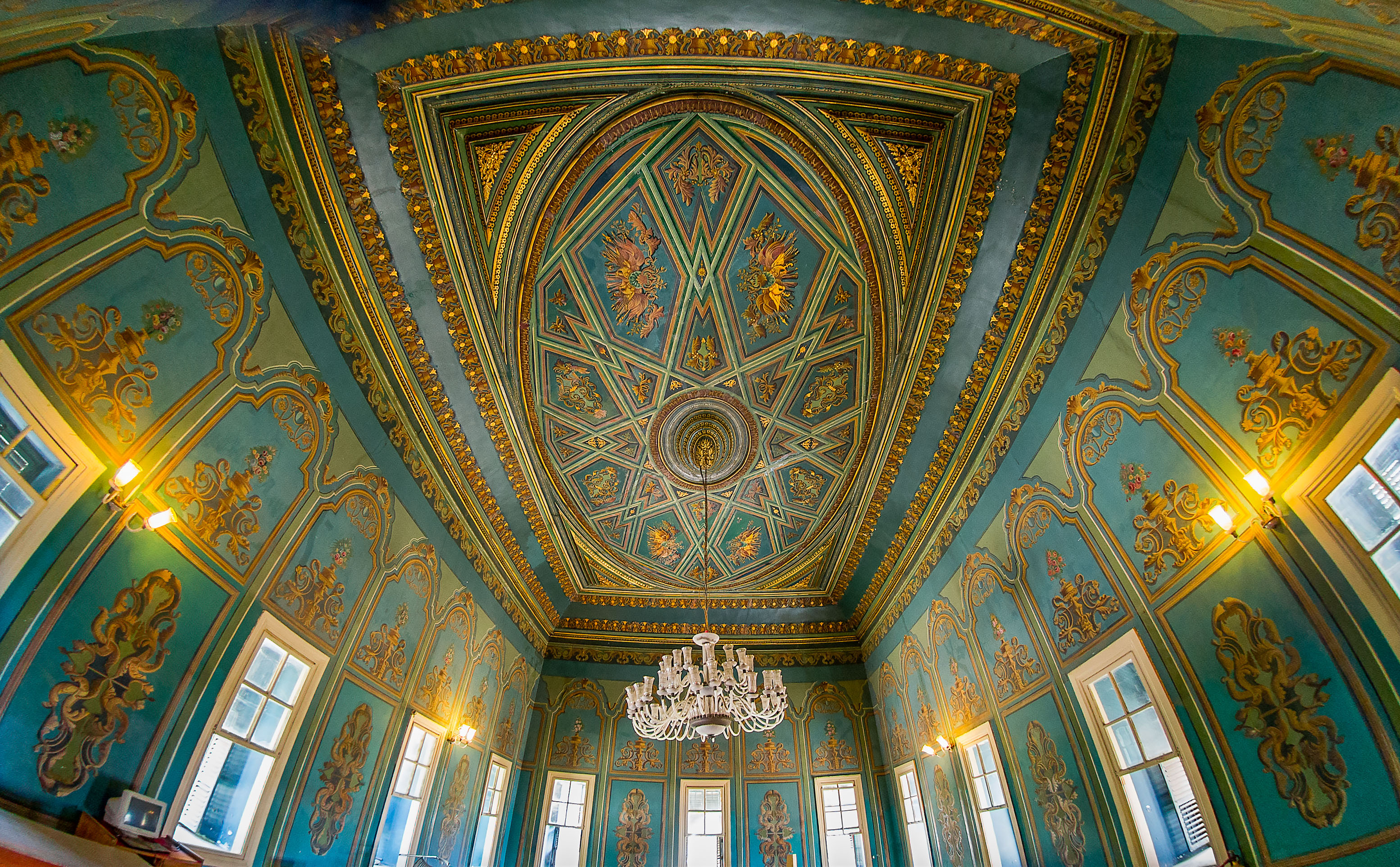
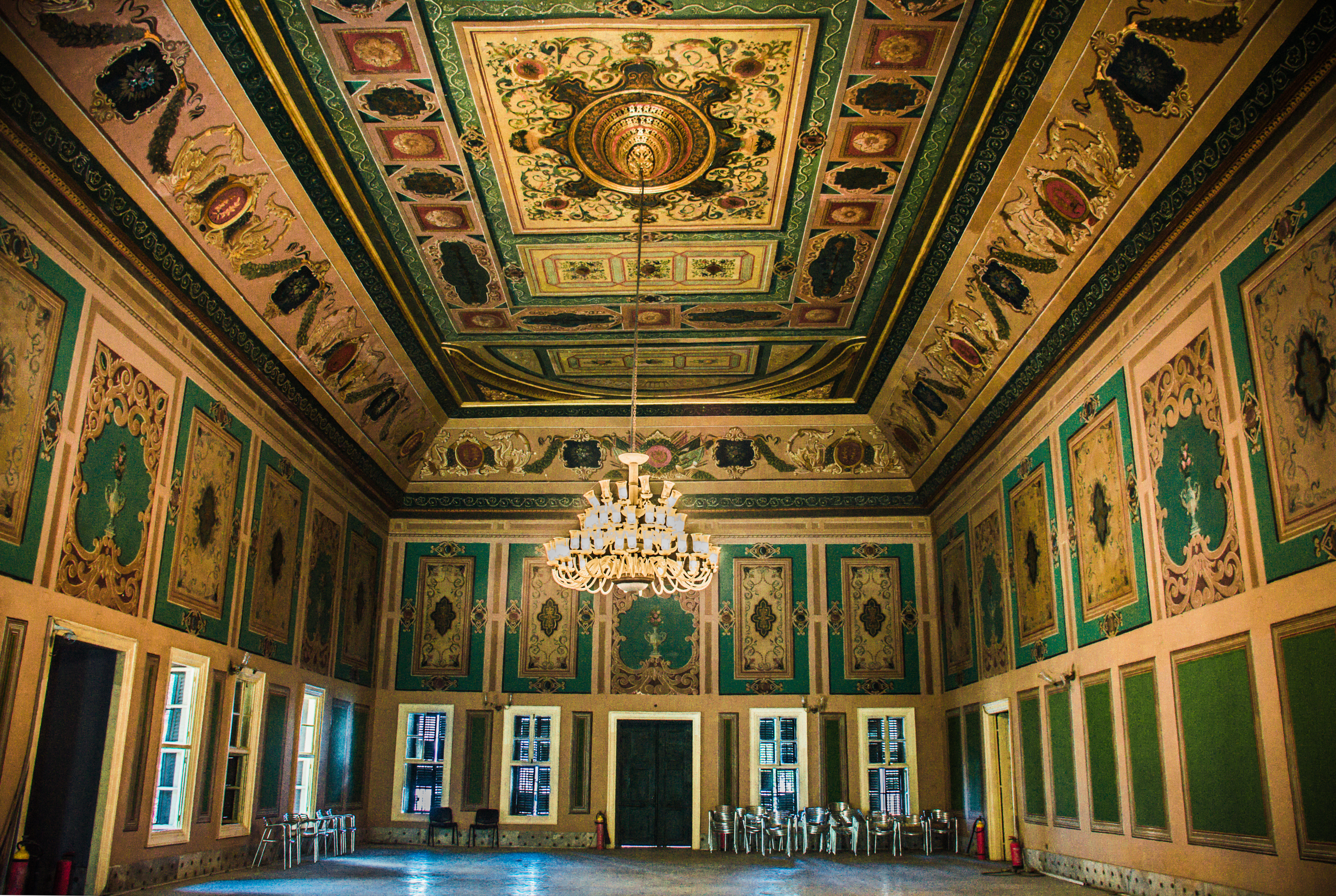
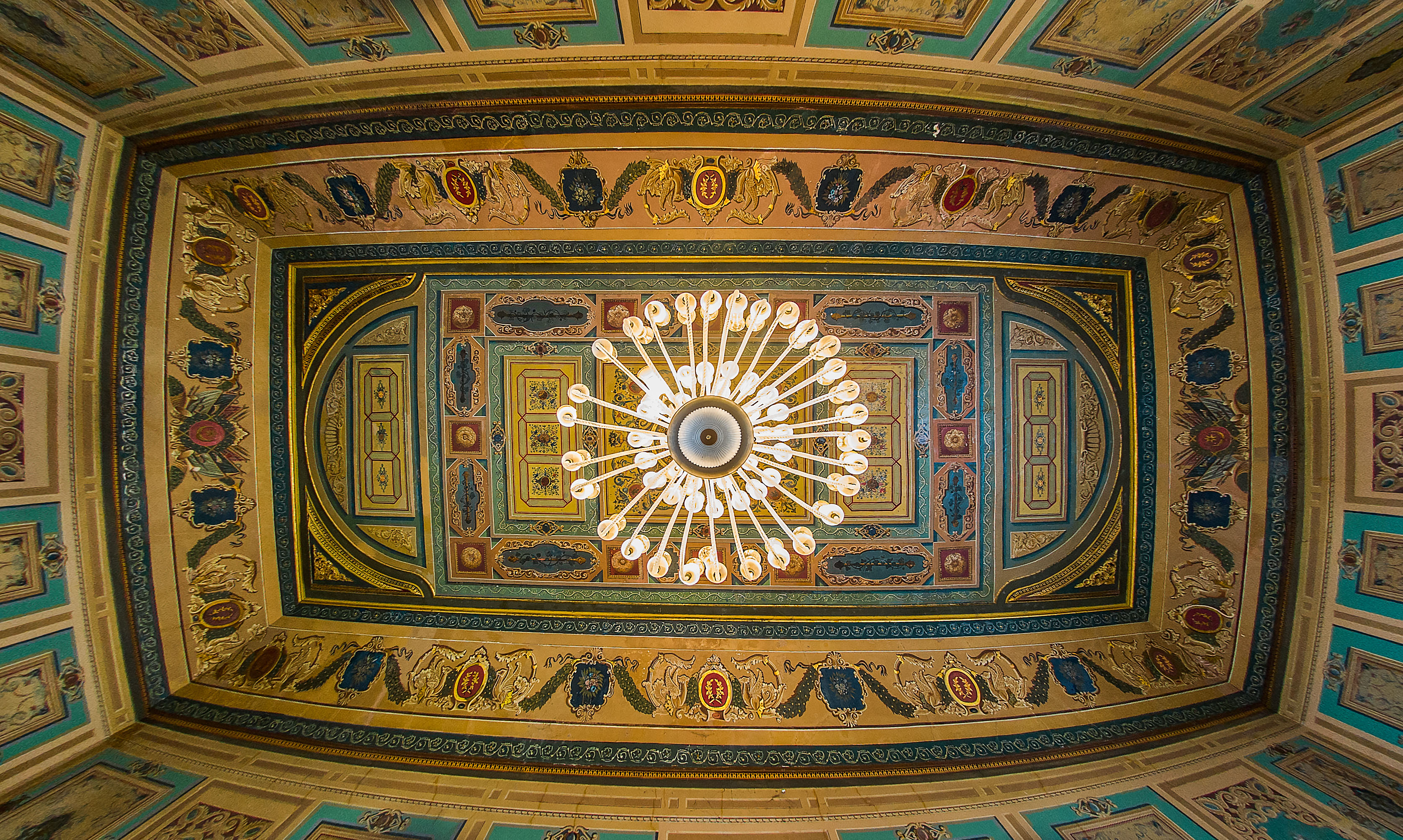
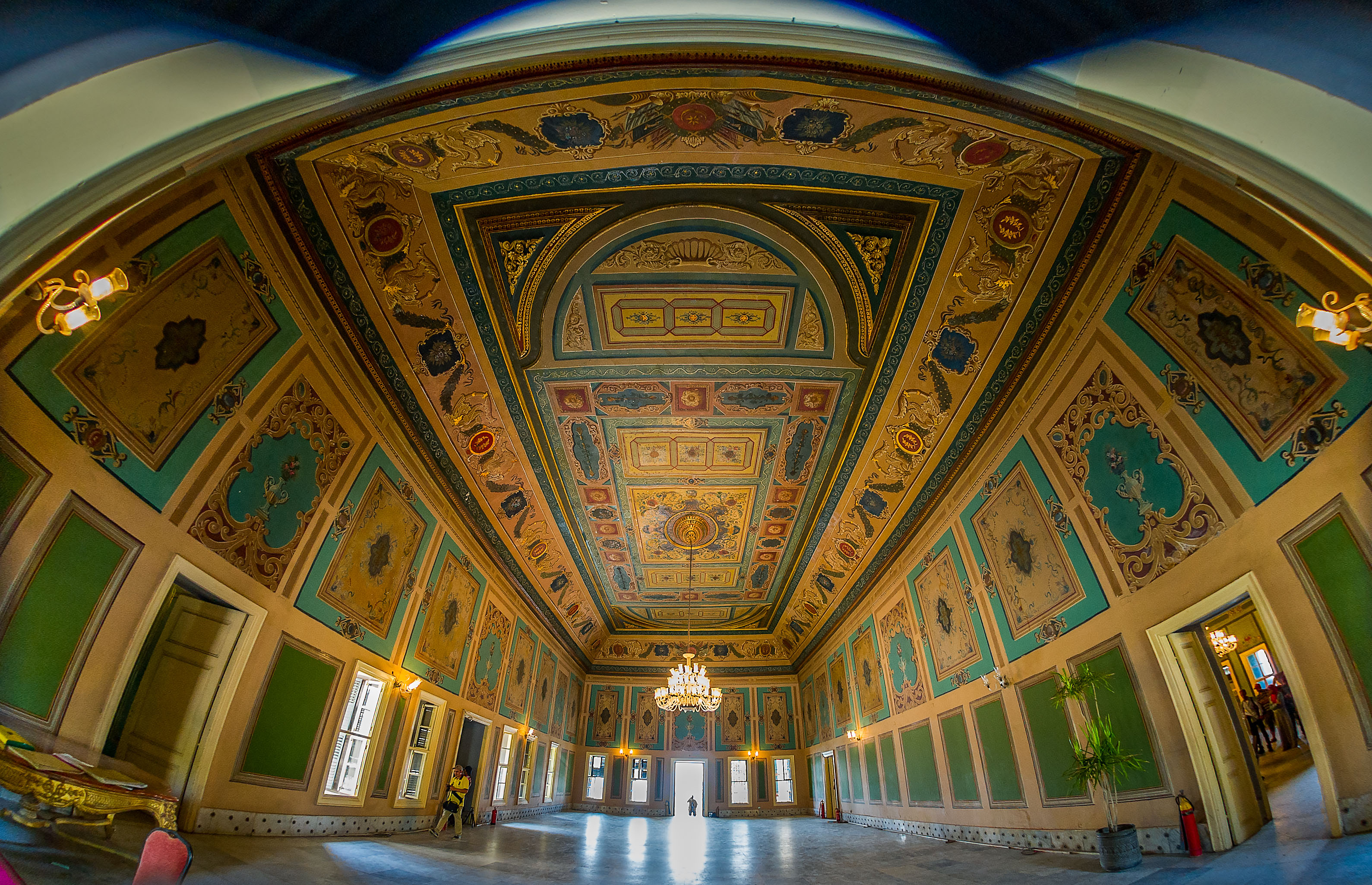

## وصلات خارجية
- الموقع الرسمي